# Lagos de Killarney
Los lagos de Killarney (en inglés, Lakes of Killarney) son un conjunto de tres lagos situados cerca de la ciudad de Killarney, en el condado de Kerry (Irlanda). El más grande de los lagos es Lough Leane (lago Leane); los otros dos se llaman Muckross Lake (lago Muckross) y Upper Lake (lago Superior). El río Laune fluye desde el Lough Leane hacia el norte, en dirección a Killorglin, y desemboca en la bahía de Dingle. Los lagos se sitúan en un valle rodeado de montañas, entre las que se encuentran Carrauntoohil (con 1038 m la montaña más alta de Irlanda), Purple Mountain, Mangerton Mountain y Torc Mountain.
Los lagos de Killarney forman parte del circuito turístico conocido como "Anillo de Kerry", en el que se sitúa el mirador conocido como Ladies View, desde el que, se dice, la reina Victoria I del Reino Unido admiró con su séquito las vistas de los lagos. Los lagos también forman parte del parque nacional de Killarney, y se encuentran cerca de diversas atracciones turísticas, como el Castillo de Ross, la Abadía de Muckross o Muckross House. En el interior de Lough Leane se encuentra Innisfallen Island.
La isla de Ross (en realidad, una península en la ribera este del Lough Leane) es un punto de extracción de cobre desde hace al menos 4000 años, es decir, desde la Edad del Bronce, lo que la convierte en la más antigua de las islas británicas. En esta área también estableció sus minas la familia Herbert, dueños de Muckross House. Los lagos también son conocidos por sus poblaciones de truchas.